# Dipseudopsis seyrigi
Dipseudopsis seyrigi är en nattsländeart som beskrevs av Navás 1934. Dipseudopsis seyrigi ingår i släktet Dipseudopsis och familjen Dipseudopsidae. Inga underarter finns listade i Catalogue of Life.